# 克努特六世

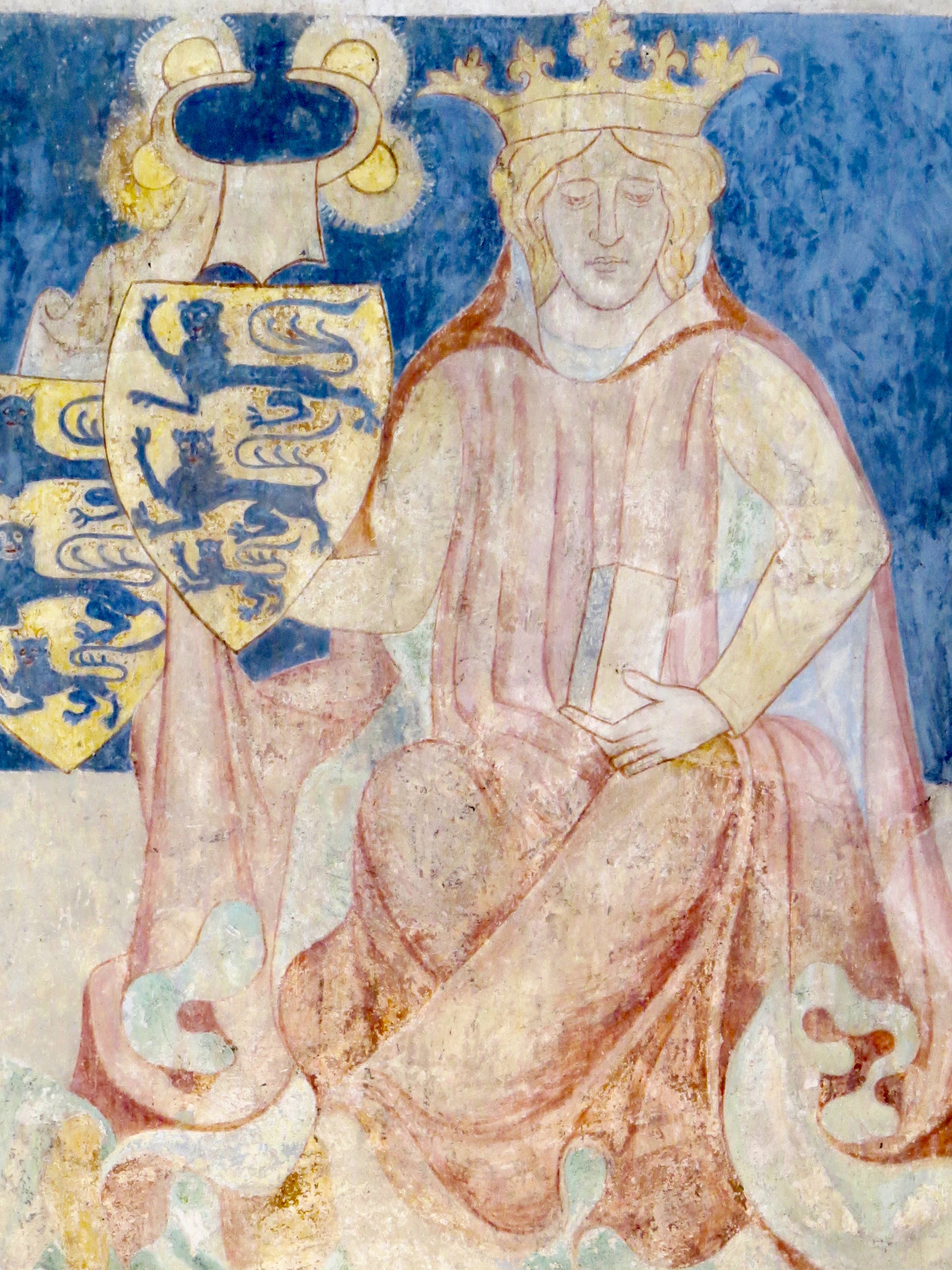
壁畫中的克努特六世（靈斯泰茲聖本特教堂）

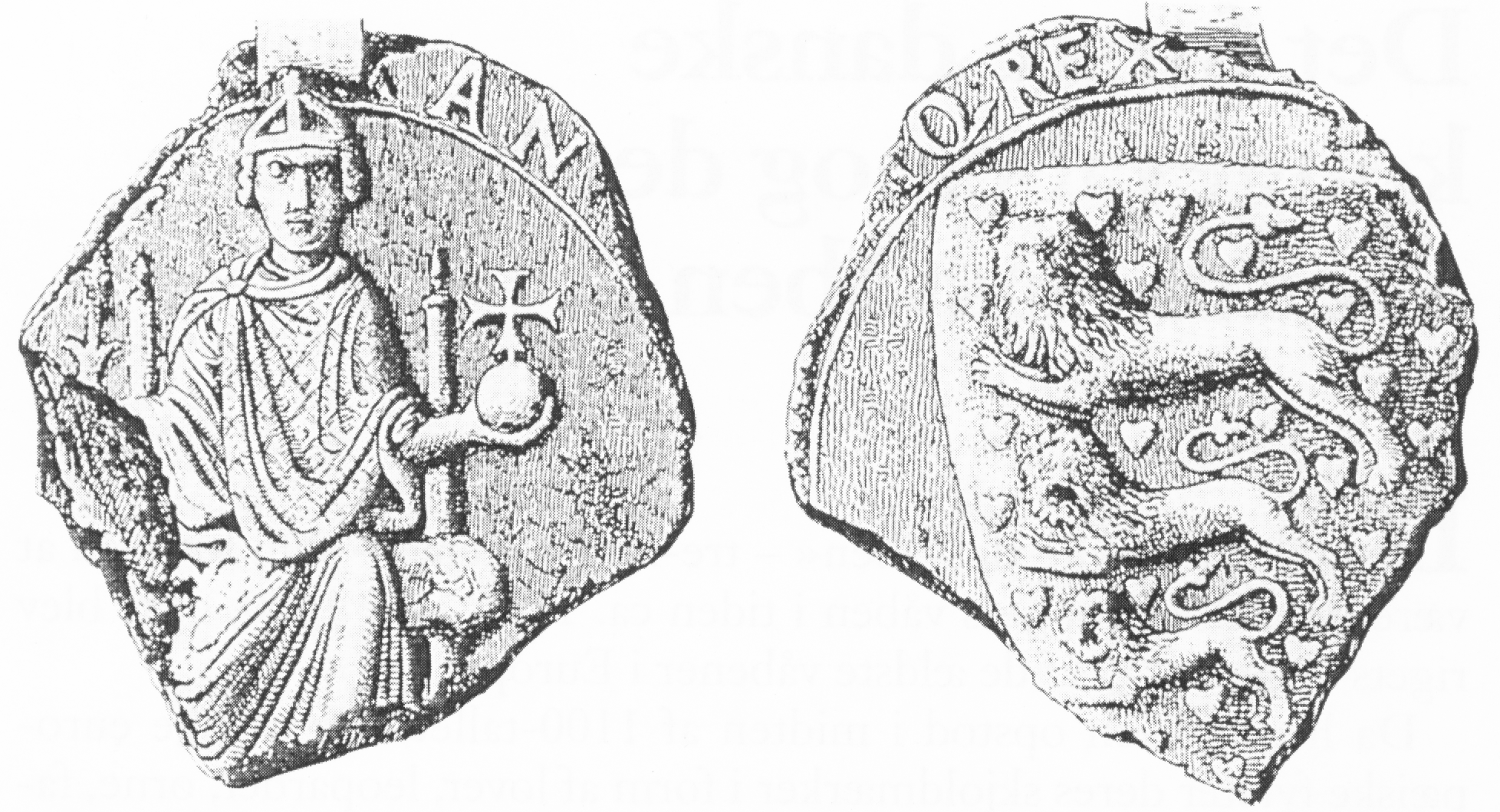
1190年代的克努特六世印章，是最早的丹麥國徽例子，唯一存在的副本於1879年在德國詩威林被發現國王克努特六的王冠閉合式王冠與他的繼任者印章顯示的開放式王冠不同

克努特六世（丹麥語：Knud Valdemarsøn；1163年—1202年11月12日），丹麥國王（1182年－1202年在位）。丹麥國王瓦爾德馬大帝與王后明斯克的索菲亞的長子。
1170年，克努特六世已被父親瓦爾德馬大帝立為共治皇帝，當時年僅7歲，開始了瓦爾德馬王統的世襲統治。1177年，克努特六世14歲的時候，迎娶日耳曼諸侯薩克森公爵及巴伐利亞公爵獅子亨利的女兒巴伐利亞的格特魯德，當時她是一名年約22歲的寡婦。
1182年，瓦爾德馬大帝逝世，克努特六世繼位，開始執行擺脫神聖羅馬帝國皇帝紅鬍子腓特烈一世的政策。腓特烈一世曾承認瓦爾德馬大帝為丹麥國王，克努特六世繼位後，他於1184要求克努特六世承認他為宗主。羅斯基勒主教阿布薩隆為克努特六世回答腓特烈一世說：「克努特六世是一名與神聖羅馬帝國皇帝一樣自主的國王，他在丹麥擁有的權力就像腓特烈一世在神聖羅馬帝國擁有的一樣，所以皇帝應該對丹麥效忠他是沒有期望的。」
腓特烈一世收到使者的覆述後大怒，但是當時他正進軍意大利，所以只派遣波美拉尼亞公爵博古斯瓦夫一世出征丹麥，博古斯瓦夫一世立即徵集500艘船出征。第一個發現入侵的波美拉尼亞大軍的是呂根島的統治者雅羅米爾一世，他立即西蘭島通風報信，當時克努特六世身在日德蘭半島，丹麥軍隊便由阿布薩隆帶領，阿布薩隆將所有在西蘭島、菲英島及斯科訥的船隻在六日內集合，跟着便向呂根島出發，但是發現不到波美拉尼亞的軍隊，阿布薩隆一方面派遣人偵測敵軍，一方面他親自上岸與群眾慶祝復活節的第二天。當慶祝儀式進行中，其中一位偵測員回報發現敵軍在大霧中前來，阿布薩隆停止儀式向敵軍進攻，兩軍在格赖夫斯瓦尔德的海灣大戰。波美拉尼亞軍隊在大霧中發現不到丹麥船隊，當他們發現時，丹麥人已吶喊跳向敵船，波美拉尼亞軍隊驚恐，希望逃離，但是已經離丹麥船隊太近，不能轉避，將波美拉尼亞船隊重創，500隻船中465隻被毀，35艘船被虜，博古斯瓦夫一世的大營被阿布薩隆送至仍在日德蘭的克努特六世。因為博古斯瓦夫一世此次出征失敗，腓特烈一世亦放棄征服丹麥。
1185年，克努特六世下令對波美拉尼亞進行兩次入侵，強迫博古斯瓦夫一世承認克努特六世是他的宗主。從那時起直至1972年，丹麥國王和女王都使用“文德國王”作為其中一個稱號，幾個世紀以來丹麥君主都以此作為稱號一部分。當時的文獻描述克努特六世作為一個認真的及對宗教強熱的君主。克努特六世於1197年親自領導了反對愛沙尼亞異教徒的討伐。
克努特六世的弟弟瓦爾德馬是南日德蘭公爵，父親去世的時候剛剛十二歲，石勒蘇益格主教瓦爾德馬被任命為攝政，直至瓦爾德馬成年統治。瓦爾德馬主教雄心勃勃，開始爭取德國貴族的支持去反對國王，並掩飾自己的利益變成為年輕的瓦爾德馬公爵爭取的。瓦爾德馬主教暗中與荷斯坦伯爵阿道夫三世密謀推翻克努特六世並自立為王。當瓦爾德馬主教被評選為隆德大主教，他開始公開談論到他的計劃。年輕的公爵瓦爾德馬向瓦爾德馬主教要求於1192年在奧本羅會面時，瓦爾德馬公爵命令部下逮捕主教，並以鐵鏈縛著送他到北西蘭的索堡爾格塔中，並在接下來的13年囚禁着。1199年，伯爵阿道夫三世試圖提高在丹麥南部反對瓦爾德馬公爵的勢力，所以年輕的公爵攻擊阿道夫三世在伦茨堡新的堡壘。瓦爾德馬公爵於1201年擊敗阿道夫三世的軍隊，並將他囚禁在索堡爾格塔上三年。為了買回他的自由，伯爵只好於1203年將自己在易北河以北的所有的土地轉到瓦爾德馬公爵手中。
當克努特六世於1202年逝世時，克努特六世統治着南至易北河，北至北極圈，整個波羅的海東岸地區，直到奧得河以東，直達瑞典及愛沙尼亞，差不多是丹麥有史以來最大的版圖。1201年，亦師亦友的阿布薩隆突然離世，阿布薩隆是丹麥史上最突出的政治家之一，他葬於父親在索勒教堂的墓穴旁邊。他的墓誌銘上寫著“一個良好的和勇敢的人。”僅僅一年後，克努特六世在40歲時突然去世。由弟弟南日德蘭公爵瓦爾德馬繼承王位。